# Формула-1 — Гран-прі Маямі
Гран-прі Маямі — Гран-прі Формули-1, дебют якого відбувся в Чемпіонаті світу Формули-1 2022 року. Перегони проходять на Міжнародному автодромі Маямі. Контракт розрахований на десять років.

## Історія
У 2018 році до міста Маямі було подано пропозицію щодо проведення Гран-прі Маямі як етапу чемпіонату світу Формули-1, а першою датою гонки було запропоновано 2019 рік. Після того, як виникли ускладнення через плани будівництва та розвитку PortMiami, було подано пропозицію щодо проведення гонки в 2021 році на стадіоні Hard Rock. Потім трасу перемістили з центру міста до району поблизу стадіону Hard Rock та прилеглих автостоянок. Гонка не потрапила до календаря 2021 року, де дебютувала вулична траса в Джидді на першому Гран-прі Саудівської Аравії, і була оголошена в квітні 2021 року для календаря 2022 року. Гран-прі увійшло до Чемпіонату світу Формули-1 2022 року, а дебютна гонка була проведена на Міжнародному автодромі Маямі 8 травня 2022 року.

## Траса
Траса, розроблена дизайнерами трас Формули-1 Apex Circuit Design, була спеціально побудована для цього етапу Формули-1. Було запропоновано та протестовано декілька конфігурацій траси. Стівен М. Росс, власник стадіону, кілька років намагався провести Гран-прі Маямі, перш ніж досяг успіху. Схема траси розроблена таким чином, щоб місцевим жителям не заважали перегони. Траса буде мати постійну конфігурацію з тимчасовою інфраструктурою, як-от бар’єри та паркани, які будуть прибратись, після проведення гонок. Станом на квітень 2022 року, перед дебютом у травні 2022 року, повідомлялося, що трек готовий на 95 %.

## Переможці

### Багаторазові переможці

#### Пілоти
Жирним шрифтом виділені пілоти, які беруть участь в поточному сезоні чемпіонату Формули-1.
| Кількість перемог | Пілот           | Рік        |
| ----------------- | --------------- | ---------- |
| 2                 | Макс Ферстаппен | 2022, 2023 |

#### Конструктори
Жирним шрифтом виділені команди, які беруть участь в поточному сезоні чемпіонату Формули-1.
| Кількість перемог | Конструктор     | Рік        |
| ----------------- | --------------- | ---------- |
| 2                 | Red Bull Racing | 2022, 2023 |
| 2                 | McLaren         | 2024, 2025 |

### По роках
| Рік  | Пілот           | Конструктор                | Траса                      | Звіт |
| ---- | --------------- | -------------------------- | -------------------------- | ---- |
| 2025 | Оскар Піастрі   | McLaren-Mercedes           | Міжнародний автодром Маямі | Звіт |
| 2024 | Ландо Норріс    | McLaren-Mercedes           | Міжнародний автодром Маямі | Звіт |
| 2023 | Макс Ферстаппен | Red Bull Racing-Honda RBPT | Міжнародний автодром Маямі | Звіт |
| 2022 | Макс Ферстаппен | Red Bull Racing-RBPT       | Міжнародний автодром Маямі | Звіт |